# Patrick Lange (Dirigent)
Patrick Lange (* 12. April 1981 in Roth) ist ein deutscher Dirigent.

## Leben
Patrick Lange wuchs in Greding (Mittelfranken) auf. Er begann seine musikalische Ausbildung im Knabenchor der Regensburger Domspatzen und sang dort unter den Domkapellmeistern Georg Ratzinger und Roland Büchner. Im Alter von zwölf Jahren erhielt er seinen ersten Dirigierunterricht am Stadttheater Regensburg. Mit 16 Jahren dirigierte er seine erste Produktion, das Musical A funny thing happend on the way to the Forum von Stephen Sondheim. Nach dem Abitur studierte er Dirigieren bei Hans-Rainer Förster und Peter Falk an der Hochschule für Musik Würzburg und bei Johannes Schlaefli an der Zürcher Hochschule der Künste (ZHdK).
2005 wurde Patrick Lange in das Dirigentenforum des Deutschen Musikrates aufgenommen. Claudio Abbado ernannte ihn im selben Jahr zum Assistenzdirigenten des Gustav Mahler Jugendorchester. Als Assistent Abbados arbeitete er auch mit den Berliner Philharmonikern, dem Orchestra Mozart Bologna und dem Lucerne Festival Orchestra. 2007 erhielt Patrick Lange den Europäischen Förderpreis für junge Dirigenten, 2009 das erstmals verliehene Eugen-Jochum-Stipendium des Symphonieorchesters des Bayerischen Rundfunks.
2007 gab er sein Debüt an der Komischen Oper Berlin. Seit 2008/09 wirkte er dort als Erster Kapellmeister und von 2010 bis 2012 als Chefdirigent.
2009 gab er sein Debüt an der Glyndebourne Festival-Oper, 2010 an der Wiener Staatsoper, 2011 am Royal Opera House in London. 2012 dirigierte er erstmals an der Semperoper in Dresden, ein Jahr später an der Bayerischen Staatsoper in München. 2013 folgten Engagements an der Hamburgischen Staatsoper und an der Oper Sydney. Im darauffolgenden Jahr debütierte Patrick Lange an der Koreanischen Nationaloper in Seoul und an der Kanadischen Opern-Company in Toronto. 2015 arbeitete er erstmals an der Pariser Oper. Seit der Spielzeit 2017/18 ist er Generalmusikdirektor des Hessischen Staatstheaters Wiesbaden.
Seit seinen Debüts ist Patrick Lange regelmäßiger Gastdirigent an der Wiener Staatsoper sowie der Pariser Oper.
Patrick Lange ist Mitglied im künstlerischen Beirat des Festivals Young Euro Classic in Berlin und im Kuratorium des Festivals junger Künstler Bayreuth.
Von 2017 bis 2022 war Patrick Lange Generalmusikdirektor des Hessischen Staatstheaters Wiesbaden. Aufgrund künstlerischer Differenzen mit Intendant Uwe Eric Laufenberg beendet Lange seinen Vertrag 2022 als Generalmusikdirektor am Hessischen Staatstheater vorzeitig. In der Saison 2022/23 übernahm er an der Deutschen Oper am Rhein die Musikalische Leitung für Wagners „Der fliegende Holländer“.

## Preise und Auszeichnungen
- 2000–2004: Stipendium der Konrad-Adenauer-Stiftung
- 2005–2010: Stipendium des Dirigentenforum des Deutschen Musikrates
- 2007: Europäischer Kulturpreis in der Kategorie Förderpreis für junge Dirigenten
- 2009: Eugen-Jochum-Stipendium des Symphonieorchesters des Bayerischen Rundfunks